# Natação nos Jogos Pan-Americanos de 2003 - 400 m medley feminino
O evento dos 400 m medley feminino nos Jogos Pan-Americanos de 2003 foi realizado em 12 de agosto de 2003. A campeã da prova em 1999, Joanne Malar, participou da prova.

## Medalhistas
| Ouro   | ARG Georgina Bardach |
| Prata  | USA Kristen Caverly  |
| Bronze | BRA Joanna Maranhão  |

## Recordes
| Recorde mundial       | Yana Klochkova (UKR) | 4:33.59 | 16 de setembro de 2000 | Sydney   |
| Recorde pan-americano | Joanne Malar (CAN)   | 4:38.46 | 02 de agosto de 1999   | Winnipeg |

## Resultados
| Posição | Nadador                     | Eliminatórias | Eliminatórias | Final   |
| Posição | Nadador                     | Tempo         | Posição       | Tempo   |
| ------- | --------------------------- | ------------- | ------------- | ------- |
| 1       | Georgina Bardach (ARG)      | 4:50.78       | 2             | 4:43.40 |
| 2       | Kristen Caverly (USA)       | 4:51.69       | 3             | 4:46.18 |
| 2       | Joanna Maranhão (BRA)       | 4:53.88       | 5             | 4:46.38 |
| 4       | Joanne Malar-Morreale (CAN) | 4:49.58       | 1             | 4:49.26 |
| 5       | Andrea Cassidy (USA)        | 4:52.60       | 4             | 4:49.74 |
| 6       | Kelly Doody (CAN)           | 4:53.90       | 6             | 4:51.63 |
| 7       | Sonia Álvarez (PUR)         | 5:04.80       | 7             | 5:01.38 |
| 8       | Vanessa Duenas (COL)        | 5:08.70       | 8             | 5:07.93 |
|         |                             |               |               |         |
| 9       | Heather Roffey (CAY)        | 5:12.77       | 9             | 5:06.77 |
| 10      | Vanessa Martínez (PUR)      | 5:16.36       | 11            | 5:12.90 |
| 11      | Maria Zenoni (DOM)          | 5:14.25       | 10            | 5:13.57 |
| 12      | Jimena del Pozo (PER)       | 5:20.91       | 12            | 5:16.54 |
| 13      | Jamie Shufflebarger (ISV)   | 5:27.15       | 15            | 5:19.57 |
| 14      | Priscila Zacarias (DOM)     | 5:21.15       | 13            | 5:22.32 |
| 15      | Ayeisha Collymore (TRI)     | 5:26.43       | 14            | 5:26.10 |
| 16      | April Knowles (BAH)         | 5:32.62       | 16            | 5:28.19 |